# Mônaco nos Jogos Olímpicos de Inverno de 2002
Mônaco participou dos Jogos Olímpicos de Inverno de 2002 em Salt Lake City, nos Estados Unidos. O país estreou nos Jogos em 1984 e em Salt Lake City fez sua 6ª apresentação, sem conquistar nenhuma medalha.